# 응봉산 암벽등반공원
응봉산 암벽등반공원(鷹峰山岩壁登攀公園)은 서울특별시 성동구 응봉동에 있는 공원이다.
채석 후 방치되어 왔던 응봉산 절개지에 대한산악연맹 암벽등반경기위원회의 자문과 검증을 거친 인공암벽을 설치하여 1999년 12월 18일 개장해 암벽등반을 즐길 수 있도록 꾸민 테마공원이다. 응봉산 암벽공원은 기존의 평면형 암벽구조에 패널 전면을 이용한 입체구조라는 새로운 개념을 도입하였으며 암벽등반대회뿐 아니라 등반교실도 열리고 있다.

## 암벽 종류
- 볼더링장 : 높이 3m의 직벽으로 스포츠클라이밍 교육장으로 활용
- 인공암벽 : 폭 15m, 높이 15m의 직벽으로 구성

## 기타 시설
- 탈의실 : 시설 이용자를 위한 10평 규모의 탈의실
- 광장 : 대회 개최시 100여 명이 관람할 수 있는 규모의 광장
- 선수대기실 : 66m2의 규모로 2층 벽면에 패널을 부착하여 평소에는 스포츠클라이밍실내 교육장으로 활용하고 대회개최시에는 선수대기실로 활용

## 같이 보기
- 응봉산